# فيكتور هوبسون
فيكتور هوبسون (بالإنجليزية: Victor Hobson)‏ هو لاعب كرة قدم أمريكية أمريكي، ولد في 3 فبراير 1980 في Mount Laurel, New Jersey ‏ في الولايات المتحدة.

## وصلات خارجية
- الموقع الرسمي
- فيكتور هوبسون على موقع مرجع كرة القدم المحترفة.كوم (الإنجليزية)